# 1971-es magyar öttusabajnokság
Az 1971-es magyar öttusabajnokságot június 12. és 16. között rendezték meg. A viadalt Villányi Zsigmond nyerte meg, akinek ez volt az egyetlen egyéni bajnoki címe. Az egyéni versenyben a dobogó mindhárom fokára Csepeli versenyző állhatott. A csapatversenyt a Csepel SC nyerte.

## Eredmények

### Férfiak

#### Egyéni
| Hely | Név               | Klub          | Eredmény |
| ---- | ----------------- | ------------- | -------- |
| 1.   | Villányi Zsigmond | Csepel SC     | 5366     |
| 2.   | Balczó András     | Csepel SC     | 5238     |
| 3.   | Sárfalvi Béla     | Csepel SC     | 5181     |
| 4.   | Horváth László    | Újpesti Dózsa | 4985     |
| 5.   | Kelemen Péter     | Újpesti Dózsa | 4985     |
| 6.   | Maracskó Tibor    | Csepel SC     | 4978     |
| 7.   | Móczár István     | Bp. Honvéd    | 4915     |
| 8.   | Plank Gábor       | Bp. Honvéd    | 4881     |
| 9.   | Bakó Pál          | Bp. Honvéd    | 4881     |
| 10.  | Pethő László      | Újpesti Dózsa | 4659     |

#### Csapat
| Hely | Név                                             | Klub          | Eredmény |
| ---- | ----------------------------------------------- | ------------- | -------- |
| 1.   | Sárfalvi Béla, Villányi Zsigmond, Balczó András | Csepel SC     | 15 568   |
| 2.   | Pethő László, Kelemen Péter, Horváth László     | Újpesti Dózsa | 14 731   |
| 3.   | Plank Gábor, Bakó Pál, Móczár István            | Bp Honvéd     | 14 515   |